# Ryōhei Yoshihama
Ryōhei Yoshihama (japanisch 吉濱 遼平 Yoshihama Ryōhei; * 24. Oktober 1992 in Kawasaki) ist ein japanischer Fußballspieler.

## Karriere
Yoshihama erlernte das Fußballspielen in der Schulmannschaft der Daishi High School und der Universitätsmannschaft der Shōin-Universität. Seinen ersten Vertrag unterschrieb er 2012 bei Shonan Bellmare. Der Verein spielte in der zweithöchsten Liga des Landes, der J2 League. 2012 wurde er mit dem Verein Vizemeister der J2 League und stieg in die J1 League auf. Für den Verein absolvierte er drei Ligaspiele. Im Mai 2013 wurde er an den Drittligisten Fukushima United FC ausgeliehen. 2014 kehrte er zum Zweitligisten Shonan Bellmare zurück. Für den Verein absolvierte er sieben Ligaspiele. 2015 wechselte er zum Ligakonkurrenten Thespakusatsu Gunma. Für den Verein absolvierte er 50 Ligaspiele. 2017 wechselte er zum Ligakonkurrenten FC Machida Zelvia. Für den Verein absolvierte er 46 Ligaspiele. 2019 wechselte er für zwei Jahre zum Ligakonkurrenten Renofa Yamaguchi FC. Für den Verein aus Yamaguchi absolvierte er 45 Ligaspiele. Der Drittligist FC Gifu nahm ihn im Januar 2021 unter Vertrag. Nach zwei Jahren, in denen er 36 Ligaspiele bestritt, wurde sein Vertrag nicht verlängert. Von Februar 2023 bis Mai 2023 war er vertrags- und vereinslos. Ende Mai 2023 zog es ihn nach Kambodscha, wo er in der Hauptstadt Phnom Penh einen Vertrag beim Erstligisten Boeung Ket Angkor unterschrieb.